# Cybaeus devius
Cybaeus devius är en spindelart som beskrevs av Chamberlin och Ivie 1942. Cybaeus devius ingår i släktet Cybaeus och familjen vattenspindlar. Inga underarter finns listade i Catalogue of Life.